# Pierre Jurieu
Pierre Jurieu (Mer, Orléanais, 1637 of 1639 – Rotterdam, 1713) was een hugenoots predikant en professor.
In de jaren 1673-1681 gaf hij theologie, filosofie en Hebreeuws aan de protestantse Academie van Sedan. Van 1682 tot 1713 was hij predikant te Rotterdam. Hij doceerde er aan de Illustere School en leidde er een spionagenetwerk dat voor Anthonie Heinsius en John Churchill, de eerste hertog van Marlborough, werkte. Na zijn dood werd het spionagenetwerk overgenomen door Etienne Caillaud. 
Pierre Jurieu was getrouwd met een dochter van Cyrus du Moulin, die de kleindochter was van de theoloog Petrus Molinaeus en de nicht van die zijn dochter Marie du Moulin. Hij was een schoonbroer van Jacques Basnage.
- Bibliothèque nationale de France: cb119092624 (data)
- Biografisch Portaal: 43600591
- CiNii: DA06192254
- Gemeinsame Normdatei: 118558900
- International Standard Name Identifier: 0000 0001 0860 7649
- Library of Congress Control Number: n81125825
- Nationale Bibliotheek van Tsjechië: mzk2009532582
- Nationale Bibliotheek van Israël: 987007263476805171
- Nederlandse Thesaurus van Auteursnamen: 069330832
- Istituto Centrale per il Catalogo Unico: MILV054942
- LIBRIS: 279593
- SNAC: w6r02nkw
- Système universitaire de documentation: 026943492
- Virtual International Authority File: 12719
- WorldCat: E39PBJrm4wQvmvwQPt3dv6WYyd